# Odontesthes incisa
Odontesthes incisa är en fiskart som först beskrevs av Jenyns, 1841.  Odontesthes incisa ingår i släktet Odontesthes och familjen Atherinopsidae. IUCN kategoriserar arten globalt som livskraftig. Inga underarter finns listade i Catalogue of Life.